# Stadion Yanggakdo
Stadion Yanggakdo (kor. 양각도경기장) – stadion piłkarski w Pjongjangu, stolicy Korei Północnej. Został otwarty w 1989 roku po dwuletniej budowie. Może pomieścić 30 000 osób.